# Luleälven
Lule älv – rzeka w Szwecji o długości 461 km oraz powierzchni dorzecza 25 200 km². 
Źródła rzeki znajdują się w Górach Skandynawskich, a uchodzi do Zatoki Botnickiej. 
Większe miasto nad tą rzeką to Luleå. Na rzece znajdują się liczne wodospady. Lule älv jest wykorzystywana do produkcji energii oraz spławu drewna.